# ئی‌فوتبال پی‌ئی‌اس ۲۰۲۱
ئی‌فوتبال پی‌ئی‌اس ۲۰۲۱ بروزرسانی فصل  (به انگلیسی: eFootball PES 2021 Season Update)، یک بازی ویدئویی شبیه‌سازی فوتبال است که توسط پی‌ئی‌اس پروداکشنز ساخته شده و به‌وسیلهٔ کونامی در بیست و پنجمین سالگرد سری پی‌ئی‌اس برای مایکروسافت ویندوز، پلی‌استیشن ۴ و ایکس‌باکس وان منتشر شد و نسخه‌های موبایلی آن برای اندروید و آی‌اواس در تاریخ ۱۴ اکتبر ۲۰۲۰ منتشر شد. این بازی بیستمین قسمت از سری فوتبال تکاملی حرفه‌ای و دومین قسمت از بازی است که با نام و برند جدید ئی‌فوتبال پی‌ئی‌اس منتشر می‌شود. سازنده بازی تصمیم گرفت که برای سال ۲۰۲۱ نسخه جدیدی منتشر نکند و در عوض نسخه بروز شده از ئی‌فوتبال پی‌ئی‌اس ۲۰۲۰ که شامل محتویات فصل جدید فوتبال به‌صورت فیزیکی و دیجیتالی بازار عرضه شد و آن محتویات شامل آخرین داده‌های بازیکنان و فهرست باشگاه‌ها است و بروزرسانی نقل و انتقالات باشگاه‌ها و تغییرات باشگاهی، لیگ‌ها و تورنمنت‌ها و تغییراتی در دیتابیس بازی، منوها، تصاویر بازی و… جزء محتویات بروز شده بازی هستند.
عدم انتشار نسخه جدید در سال ۲۰۲۱ از سوی کونامی به دلیل دنیاگیری کووید-۱۹ و مشکلات به‌وجود آمده برای صنعت بازی و همچنین زمان بیشتر برای توسعه نسل جدید بازی (ئی‌فوتبال) بود که در آن از موتور جدید آنریل انجین استفاده شده و آن‌ها می‌خواستند تا از بروز مشکلاتی مشابه با نسخه ۲۰۱۴ جلوگیری کنند.
بر روی کاور نسخه «استاندارد» بازی لیونل مسی، کریستیانو رونالدو، آلفونسو دیویس و مارکوس رشفوردقرار دارند که برای اولین بار در تاریخ بازی‌های شبیه‌ساز فوتبال، دو فوق ستاره فوتبال جهان بر روی کاور بازی ورزشی قرار دارند؛ این حرکت کونامی بسیار مورد ستایش و تحسین قرار گرفت و از آن سو رقیب کونامی یعنی ای‌ای اسپورتس بخاطر کاوری عجیب از امباپه برای بازی فیفا ۲۱ مورد تمسخر قرار گرفت.
منتقدان روی این نسخه نظر خاصی نداشتند و آن‌ها معتقد بودند که گیم پلی این نسخه پیشرفت کرده و گیم پلی نسخه ۲۰۲۰ را به تکامل رسانده‌است.
بازی از آن جا که تغییر خاصی ندارد و از طرفی با عنوان بروزرسانی فصل منتشر شده، خیلی‌ها فکر می‌کنند که اصلاً هیچ تغییری نداشته. در صورتی که بازی نواقص و مشکلات گیم پلی و باگ‌های نسخه قبل بازی را تا حد زیادی رفع می‌کند و آن مشکلات عجیب غریب مانند سوت‌های بی‌مورد داوری در این نسخه بسیار کمتر شده‌است. همچنین هوش مصنوعی بازیکنان پیشرفت کرده و آن‌ها به مراتب حرکات بهتر و جای‌گیری‌های مناسب تری در زمین بازی دارند و همچنین پاس کاری‌ها، حرکت توپ روی زمین و شوت زنی‌ها هم نسبت به نسخه قبل بهبود یافته‌اند.
در نتیجه به‌طور کلی تغییرات در زمینه رفع مشکلات و تکامل گیم پلی بازی بوده‌است و بازی با هوش مصنوعی به نسبت نسخه دانلود
ای قبلی سخت‌تر شده‌است.
نسخه بعدی این بازی و مجموعه ئی‌فوتبال پی‌ئی‌اس، بازی ئی‌فوتبال است.

## انتشار
این بازی برای پلی‌استیشن ۴، ایکس‌باکس وان، مایکروسافت ویندوز، اندروید و آی‌اواس منتشر شد.
خیلی‌ها به اشتباه فکر می‌کنند این بازی که با عنوان بروزرسانی فصل منتشر شده، یک آپدیت برای نسخه ۲۰۲۰ است که این اشتباه است و ۲۰۲۱ یک نسخه مستقل است و هیچ ارتباطی با ۲۰۲۰ ندارد.
همچنین برخلاف رقیب سنتی PES یعنی سری فیفا که فیفا ۲۱ را برای نسل نهم کنسول‌ها منتشر می‌کند، کونامی گفت این نسخه را برای کنسول‌های نسل نهمی یعنی ایکس‌باکس سری ایکس و پلی‌استیشن ۵ منتشر نخواهد کرد و نسخه PES 2022 با موتور گرافیکی جدید، نسخه نسل بعد این فرنچایز است که برای این کنسول‌ها انتشار خواهد یافت.

## سفیرهای بازی
در این نسخه از چهار باشگاه که پارتنر سری پی‌ئی‌اس هستند (بارسلونا، بایرن مونیخ، منچستر یونایتد و یوونتوس)، چهار بازیکن به عنوان سفیر بازی و بازیکنان حاضر بر روی کاورهای نسخه‌های مختلف بازی هستند.
این بازیکنان شامل:
- لیونل مسی از بارسلونا |
- آلفونسو دیویس از بایرن مونیخ |
- مارکوس رشفورد از منچستر یونایتد |
- کریستیانو رونالدو از یوونتوس |

در بین سفرای بازی تنها لیونل مسی ثابت است و برای دومین سال پیاپی است که سفیر بازی بوده و بر روی کاور بازی حضور دارد.
در نسخه قبل بازی، سرژ گنابری، اسکات مک‌تومینای و میرالم پیانیچ در کنار مسی سفیر بازی بودند.

## محتویات آپدیت و تغییرات
«محتویاتی که در بازی بروز می‌شوند، شامل نقل و انتقالات باشگاه‌ها در فصل ۲۰۲۰–۲۰۲۱ و تغییرات باشگاه‌ها، لیگ‌ها و رقابت‌ها و تغییرات در منوها و بخش‌های بازی است و همچنین نواقص و مشکلات بخش مستر لیگ و سایر بخش‌ها را شامل می‌شود. همچنین باشگاه آ اس رم به همراه ورزشگاه خانگی این تیم در این نسخه به‌صورت انحصاری حضور خواهد داشت و جز باشگاه‌های لایسنس شده این بازی خواهد بود.»

## محتویات مسترلیگ
... اضافه شدن چهار مربی جدید:
1. پپ گواردیولا |
2. فرانک لمپارد |
3. رایان گیگز |
4. استیون جرارد |

>محتویات بخش باشگاه من:

## آیکونیک مامنت
بازیکنان زیر، به صورت آیکونیک مامنت در نسخه‌های کلاب ادیشن حضور دارند:
- بارسلونا ادیشن: لیونل مسی (بارسلونا-ختافه، نیمه نهایی کوپا دل ری، سال ۲۰۰۷)
- بایرن مونیخ ادیشن: الیور کان (بایرن مونیخ-ولفسبورگ، هفته سی ام بوندسلیگا، سال ۲۰۰۳)
- یوونتوس ادیشن: کریستیانو رونالدو (یوونتوس-آتلتیکو مادرید، دور دوم مرحله گروهی لیگ قهرمانان اروپا ۲۰۱۹)
- منچستر یونایتد ادیشن: دیوید بکهام (ویمبلدون-منچستر یونایتد، لیگ جزیره سال ۱۹۹۶)
- آرسنال ادیشن: دنیس برکمپ (آرسنال-بایر لورکوزن، لیگ قهرمانان اروپا ۲۰۰۲)

همچنین در این نسخه، حداکثر تعداد بازیکنان (تعداد دسته قابل اتصال) به هشت نفر در هر سمت افزایش پیدا کرد و قابلیتی برای تغییر تم منو (تغییر بازیکنان و پس زمینه منو بازی) با پنج تیم پارتنر اضافه شد.

## نسخه‌های مختلف
- استاندارد ادیشن
- بارسلونا ادیشن
- بایرن مونیخ ادیشن
- یوونتوس ادیشن
- منچستر یونایتد ادیشن
- آرسنال ادیشن
- نسخه تلفن همراه
- ایرانpgl monster

-استاندارد ادیشن به صورت فیزیکی و دیجیتالی برای رایانه‌های شخصی و کنسول‌های بازی عرضه شد (استیم، اکس‌باکس گیم‌پس، فروشگاه پلی‌استیشن) -
-کلاب ادیشن تنها به صورت دیجیتالی عرضه شد.
-نسخه تلفن همراه هم در سیستم عامل‌های اندروید و آی‌اواس به صورت رایگان منتشر شد. (پلی استور و فروشگاه اپل)

## لایسنس‌ها و باشگاه‌ها
باشگاه‌های فول لایسنس (پارتنر)
- بارسلونا
- بایرن مونیخ
- یوونتوس
- منچستر یونایتد
- آرسنال

باشگاه‌های لایسنس (معمولی)
- آ اس رم  (جدید)
- شالکه ۰۴
- کولو-کولو
- سلتیک
- زنیت
- پاریس ژرمن
- فلامینگو
- کورینتیانس
- سائو پائولو
- رنجرز
- ریور پلاته
- بوکا جونیورز
- لاتزیو  (جدید)
- ناپولی

پس از پایان همکاری EA با باشگاه آ اس رم کونامی قراردادی انحصاری با آ اس رم امضا و باشگاه رم امسال به‌صورت اختصاصی در PES حضور خواهد داشت و در نتیجه، EA از نام و لوگو رسمی این تیم در فیفا ۲۱ نمی‌تواند استفاده کند و این تیم با نام FC ROMA در فیفا ۲۱ حاضر می‌شود.
همچنین قبل از آن با پایان یافتن قرار داد کونامی با باشگاه‌های آث میلان و اینتر میلان، پس از ۱۸ سال این دو تیم به همراه ورزشگاه‌هایشان یعنی سن سیرو به انحصار EA درآمدند و دیگر در PES حضور نخواهند داشت و این دو باشگاه با نام و لوگو غیر واقعی در بازی قرار می‌گیرند.
از لیگ برزیل هم باشگاه پالمیراس از این نسخه حذف شد، اما به دلیل قرارداد کونامی با لیگ برزیل، ورزشگاه این تیم در این سری باقی می‌ماند.
باشگاه لاتزیو هم بعد از چند نسخه به بازی برگشت و با قراردادی به جمع باشگاه‌های لایسنس شده پیوست.

## لیگ‌های لایسنس شده
فرانسه
- لیگ ۱
- لیگ ۲

ایتالیا
- سری آ
- سری بی

هلند
- لیگ برتر فوتبال هلند

چین
- سوپر لیگ چین

بلژیک
- لیگ برتر فوتبال بلژیک

روسیه
- لیگ برتر فوتبال روسیه

دانمارک
- سوپر لیگ فوتبال دانمارک

اسکاتلند
- لیگ برتر فوتبال اسکاتلند

پرتغال
- لیگ برتر فوتبال پرتغال

برزیل
- مسابقه قهرمانی سری آ برزیل
- مسابقه قهرمانی سری بی برزیل

آرژانتین
- لیگ برتر فوتبال آرژانتین

ژاپن
- جی‌لیگ  (تنها در نسخه ژاپنی بازی موجود است)

رقابت‌های لایسنس شده
- جام ملت‌های اروپا ۲۰۲۰
- جام بین‌المللی قهرمانان
- لیگ قهرمانان آسیا

## مسابقات
همانند PES2020، این نسخه هم شامل ۱۸ لیگ می‌شود که از میان آن‌ها تنها لیگ جزیره، لیگ دسته دوم فوتبال انگلستان، لالیگا و لیگ دسته دوم اسپانیا لایسنس نیستند و با نام‌هایی غیر واقعی حضور دارند. بوندسلیگا هم که از نسخه ۲۰۱۶ حذف شده بود و چند تیم آن مجوز داشتند که هم‌اکنون تنها بایرن مونیخ، شالکه و بایر لورکوزن حضور دارند.
رقابت‌های سری آ، سری بی و لیگ برتر فوتبال هلند هم به‌طور اشتراکی هم در این بازی و هم در فیفا حضور دارند.
لیگ قهرمانان آسیا و جام ملت‌های اروپا ۲۰۲۰ هم به‌صورت انحصاری حضور دارند و همچنین تورنمنت پیش از رقابت‌های فصل جدید فوتبالی جام بین‌المللی قهرمانان هم وجود دارد.

## ورزشگاه‌ها
دارای مجوز
- اسپانیا  ورزشگاه نیوکمپ (بارسلونا)
- آرژانتین  ورزشگاه لا بومبونرا (بوکا جونیورز)
- آرژانتین  ورزشگاه ورزشگاه مونومنتال آنتونیو وسپوکیو لیبرتی (ریور پلاته و آرژانتین)
- برزیل  ورزشگاه آلیانتس (باشگاه فوتبال پالمیراس)
- انگلستان  ورزشگاه امارات (آرسنال)
- انگلستان  ورزشگاه الدترافورد (منچستر یونایتد)
- آلمان  ورزشگاه آلیانز آرنا (بایرن مونیخ)
- ایتالیا  ورزشگاه یوونتوس (یوونتوس)
- ایتالیا  ورزشگاه المپیک رم (آ اس رم)

همچنین استادیوم‌هایی از این نسخه حذف شده‌اند که شامل ورزشگاه شکری سراج‌اوغلو، سن سیرو می‌شود.

## ۳۵  بازیکن برتر بازی (بازه قدرت ۸۸ تا ۹۴)
1. لیونل مسی (۹۴)(بارسلونا)
2. کریستیانو رونالدو (٩٣)(یوونتوس)
3. روبرت لواندوفسکی (۹۳)(بایرن مونیخ)
4. نیمار(۹۲)(پاری سن ژرمن)
5. یان اوبلاک(۹۱)(اتلتیکو مادرید)
6. ویرجیل فن دایک(۹۱)(لیورپول)
7. کیلیان ام باپه(۹۱)(پاری سن ژرمن)
8. سرخیو راموس(۹۰)(رئال مادرید)
9. سرخیو آگوئرو(۹۰)(بارسلونا)
10. هری کین(۹۰)(تاتنهام)
11. سادیو مانه(۹۰)(لیورپول)
12. آلیسون بکر(۹۰)(لیورپول)
13. مانوئل نویر(۸۹)(بایرن مونیخ)
14. لوییز سوارز(۸۹)(اتلتیکو مادرید)
15. پیر امریک اوبامیانگ(۸۹)(آرسنال)
16. کاسمیرو(۸۹)(رئال مادرید)
17. محمد صلاح(۸۹)(لیورپول)
18. تیبو کورتوآ(۸۹)(رئال مادرید)
19. جاشوآ کیمیش(۸۹)(بایرن مونیخ)
20. مارک آندره تراشتگن(۸۹)(بارسلونا)
21. کریم بنزما(۸۸)(رئال مادرید)
22. تونی کروس(۸۸)(رئال مادرید)
23. ادن هازارد(۸۸)(رئال مادرید)
24. سرخیو بوسکتس(۸۸)(بارسلونا)
25. داوید د خیا(۸۸)(منچستر یونایتد)
26. تیاگو آلکانتارا(۸۸)(لیورپول)
27. رافائل واران (۸۸)(رئال مادرید)
28. آنتوان گریزمان(۸۸)(بارسلونا)
29. رحیم استرلینگ(۸۸)(منچستر سیتی)
30. اندرسون مورائس(۸۸)(منچستر سیتی)
31. سون هیونگ مین(۸۸)(تاتنهام)
32. پائولو دیبالا(۸۸)(یوونتوس)
33. برونو فرناندز(۸۸)(منچستر یونایتد)
34. انگولو کانته (۸۸)(چلسی)
35. برناردو سیلوا(۸۸)(منچستر سیتی)